# 가이아나의 경제
가이아나의 경제는 2020년 GDP 성장 예상치가 26.2%로 세계에서 가장 빠르게 성장하고 있다. 가이아나의 2016년 1인당 국내총생산은 8,300달러였으며 지난 10년간 GDP 성장률은 평균 4.2%였다. 원유 생산은 2019년에 시작되었다. 세계은행, 국제 통화 기금(IMF)과 공동으로 개발된 ERP는 경제에서 정부의 역할을 대폭 줄이고 외국인 투자를 장려하며 정부가 외국 정부와 다자간 은행에 대한 대출금 상환을 모두 청산할 수 있도록 했으며 41건 중 15건을 매각했다. 토종 사업 휴대전화 회사와 목재, 쌀, 어업의 자산도 민영화되었다. 거대한 국영 설탕 회사인 가이아나 슈가 코퍼레이션와 가장 큰 국영 보크사이트 광산을 관리하기 위해 국제적인 회사들이 고용되었다. 미국의 한 회사는 보크사이트 광산을 열 수 있었고, 두 개의 캐나다 회사는 남아메리카에서 가장 큰 노천 금광을 개발할 수 있었다. 하지만, 국영 광업 회사인 베르비체 광산 회사와 린든 광산 회사를 민영화하려는 노력은 지금까지 성공하지 못했다.
대부분의 가격 통제는 폐지되었고, 광업과 석유 탐사에 영향을 미치는 법이 개선되었으며, 외국인 투자를 수용하는 투자 정책이 발표되었다. 민간 부문의 수출과 농업 생산을 촉진하기 위한 세제 개혁이 제정되었다.

## 역사

### 유럽 정착촌 및 플랜테이션 인력
네덜란드는 1600년대에 가이아나에 최초로 정착한 이후 미국과 무역을 하고 플랜테이션 농장을 세웠다. 곧, 토양과 기후가 사탕수수를 재배하기에 이상적이라는 것이 밝혀졌고 아프리카에서 노예들이 이 농장에서 일하기 위해 끌려왔다. 가이아나의 식민지는 합병되어 대영제국에 흡수되었다. 노예제도가 폐지되었을 때, 노동의 새로운 물결이 계약직 하인으로 인도에서 유입되었다. 정치는 강력한 농장주들에 의해 크게 통제되었다. 포르투갈과 중국도 농업 노동자로 입국했지만, 결국 자신들의 특정 서비스 산업으로 정착했다.

### 국유화
가이아나가 영국의 지배로부터 독립했을 때, 수세기 동안 외국의 개입이 있은 후, 경제가 지역 소유가 되도록 보장할 필요가 있었다. 그 당시 사회주의 정책은 큰 관심을 끌었고, 1970년대 번햄 대통령 재임 기간 동안 모든 산업 분야가 국유화되었고, 빈곤층과 노동계급을 지원하기 위한 새로운 기관들이 설립되었다. 처음에, 정부 투자는 성장을 돕는데 성공했지만, 관리 능력이 부족했고 세계 상품 가격과 경쟁에도 약했다. 경제적, 정치적 분쟁은 함께 진행되었고, 인구는 이민으로 인해 감소했다.

### 시장개방
경제는 1989년 데스몬드 호이트 대통령의 경제 회복 프로그램(ERP) 이후 극적인 진전을 이루었다. ERP의 결과로 가이아나의 GDP는 15년간의 감소 이후 1991년에 6% 증가했다. 1995년 5.1%로 떨어지기 전까지 성장률은 꾸준히 6%를 상회했다. 정부는 1996년 7.9%, 1997년 6.2%, 1998년 1.3퍼센트의 성장률을 기록했다고 발표했다. 1999년의 성장률은 3%였다. 2005년 비공식 성장률은 0.5%였다. 2006년에는 3.2%였다.

## 채무
1986년 이래로 가이아나는 PL 480 평화 식량 프로그램에 따라 미국으로부터 밀 전량을 양허 조건으로 공급받아 왔으며 현재 보조금 방식으로 공급되고 있다. 밀의 판매로 창출되는 가이아나 통화는 미국과 가이아나 정부가 합의한 목적으로 사용된다. 많은 개발도상국들과 마찬가지로 가이아나는 많은 부채를 지고 있으며 부채 부담을 줄이는 것은 현 정부의 최우선 과제 중 하나였다. 1999년, 파리 클럽 "리용 조건"과 과다채무빈곤국(HIPC) 계획을 통해 가이아나는 2억 5천 6백만 달러의 채무 탕감을 협상할 수 있었다.
HIPC 지원을 받을 자격을 갖추면서 가이아나는 처음으로 다자간 부채를 줄일 수 있게 되었다. 가이아나 부채의 약 절반은 다자간 개발 은행에게, 20%는 이웃나라 트리니다드 토바고에게 빚이 있는데, 트리니다드 토바고는 1986년까지 석유 제품의 주요 공급자였다. 미국 정부에 대한 모든 빚은 거의 청산되거나 탕감되었다. 1999년 말, 국제 순보유액은 1억2320만 달러로 1994년의 2억5400만 달러보다 감소했다. 그러나 2001년 1월까지 순 국제 보유고는 1억 7천 410만 달러로 반등했다.
가이아나의 외국 채권단에 대한 과도한 부채 부담은 외환 가용성이 제한되고 필요한 원자재, 예비 부품 및 장비를 수입할 수 있는 여력이 감소하여 생산량이 더욱 감소했음을 의미한다. 세계 연료비의 증가는 또한 국가의 생산 감소와 무역 적자의 증가에 기여했으며 생산의 감소는 실업률을 증가시켰다. 신뢰할 수 있는 통계는 없지만 실업률과 불완전 고용을 합치면 약 30%로 추산된다.
주로 미국과 캐나다로의 이민은 여전히 상당하다. 1998년 순이민률은 인구의 1.4퍼센트로 추정되었고, 1999년에는 이 수치가 총 1.2퍼센트였다. 수년간의 국가 주도 경제 후에도, 국내든 해외든 민간 투자의 메커니즘은 여전히 진화하고 있다. 국가 통제 경제에서 주로 혼합 경제 체제로의 전환은 호이트 정권 하에서 시작되었고 PPP-시민 정부 하에서 계속되었다. 현 PPP-C 행정부는 일자리 창출, 기술력 향상, 수출용 상품 창출을 위한 외국인 투자의 필요성을 인식하고 있다.
외환 시장은 1991년에 완전히 자유화되었고, 현재 통화는 제한 없이 자유롭게 거래되고 있다. 이 금리는 매일 변동될 수 있지만 가이아나 달러는 1998년부터 2000년까지 17.6% 절하되었으며 선거 후 기간의 안정성에 따라 더 절하될 수 있다.

## 사회 기반 시설
기반시설은 주로 해안에 집중되어 있으며, 접근과 에너지의 한계로 인해 내륙 지역에 산업을 건설하는 데 어려움이 있다.

## 경제 부문

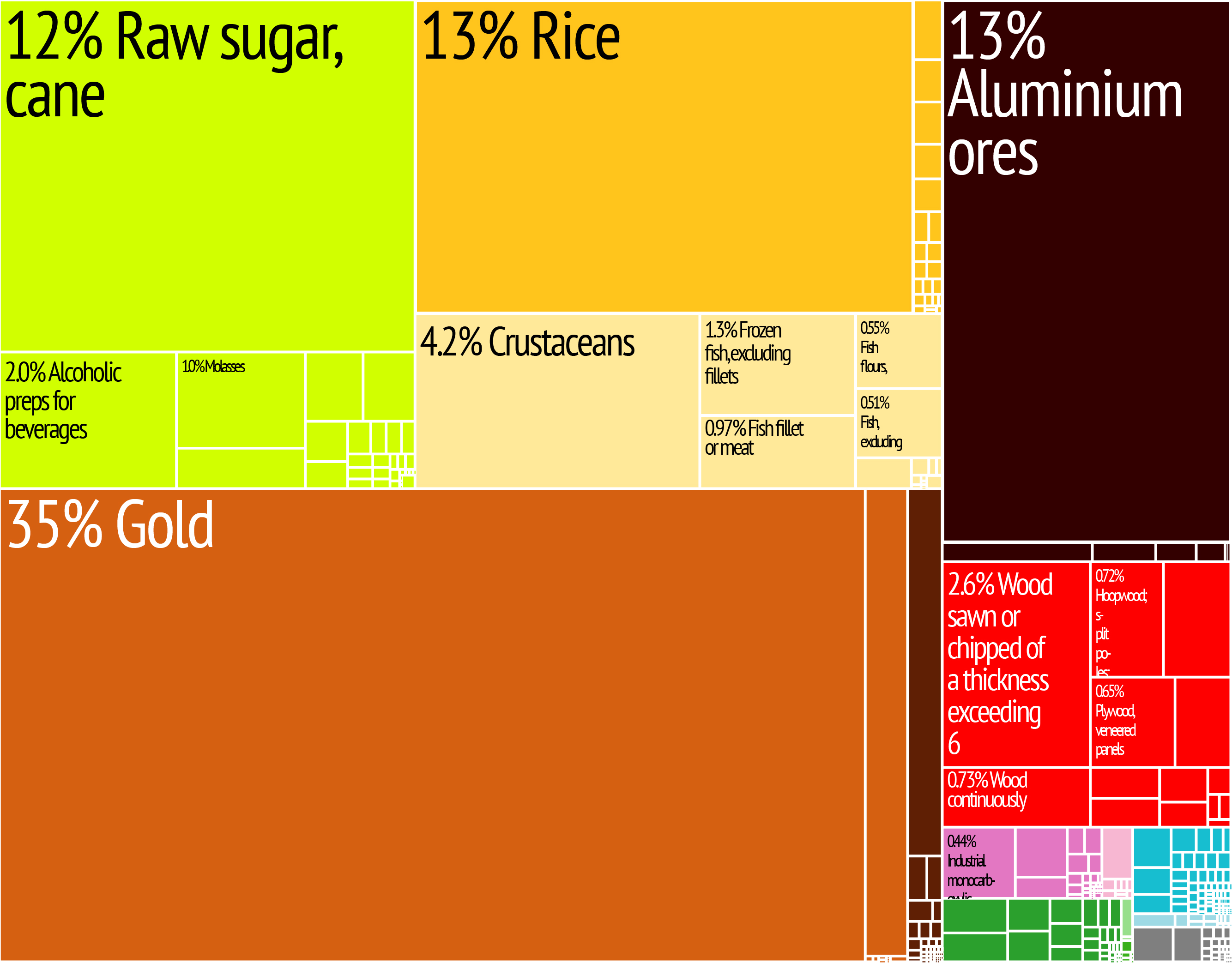
가이아나의 수출 트리맵

농업과 광업은 가이아나의 가장 중요한 경제 활동이며 설탕, 보크사이트, 쌀, 금은 수출 수입의 70~75%를 차지한다. 그러나 쌀 부문은 2000년 3분기까지 수출 실적이 27% 감소하면서 감소세를 보였다. 1999년 미국에 대한 한 달 동안의 수입 금지로 큰 영향을 받은 대양새우 수출은 그 해 전체 수출 수익의 3.5퍼센트에 불과했다. 새우 수출은 2000년 3분기까지 수출 수익의 11%를 차지하며 반등했다. 다른 수출품으로는 목재, 다이아몬드, 의류, 럼, 의약품 등이 있다. 이러한 다른 수출품의 가치는 증가하고 있다.

### 농업
설탕은 가이아나의 역사적으로 가장 중요한 생산품이지만, 설탕 산업은 세계적인 경쟁과 다른 요인들로 인해 쇠퇴해왔으나, 설탕을 원료로 하는 당밀과 럼주는 여전히 주요 수출품이다.

### 광업
최근 몇 년간 광업은 가이아나 GDP의 상당한 부분을 차지하며 설탕의 경제적 중요성을 넘어섰다. 대규모 금광과 보크사이트 채굴은 모두 외국인의 소유이지만, 금광과 다이아몬드 채굴의 상당 부분은 중소 규모의 광부들에 의해 이루어진다.

### 석유
2010년대에 엑손에 의한 상당한 해외 석유 발견이 그 나라에 대한 외국인 투자에 대한 관심을 다시 불러일으켰다. 2018년 추산에 따르면 가이아나의 유전은 32억 배럴 이상을 보유하고 있다. 연안 원유 추출은 2019년에 시작되었다.

### 임업
가이아나는 "대륙에서 오염되지 않은 가장 큰 열대 우림"을 포함하고 있다. 전국에 걸쳐 있는 광대한 숲에도 불구하고, 목재 산업은 개발되지 않은 도로와 제분 작업에 필요한 전기의 부족 또는 신뢰성이 떨어지는 등의 인프라 한계로 인해 작은 규모로 유지되어 왔다.
가이아나는 또한 숲을 보호하고자 하는 국제 기구들로부터 많은 재정적인 기여를 받고 있다.

### 어업
대부분의 어획물은 현지에서 소비되지만, 바다 새우 수출 시장은 상당히 넓다. 새우의 남획은 대서양 바다밥이 상업적으로 가장 중요한 어획물이 되도록 이끌었다. 상업적인 어업은 대부분 해양 어로이며, 내륙 어업은 주로 아메리카 원주민들이 하는 생계형 어업에 기인한다.

## 같이 보기
- 가이아나 달러